# La Pampa
|  | For naturområdet, se Pampas |
Provinsen La Pampa (spansk: Provincia de La Pampa) er en provins i Argentina og ligger omtrent midt i landet. Naboprovinser er Provincia de San Luis, Córdoba, Buenos Aires, Río Negro, Neuquén og Mendoza. La Pampa dækker et areal på 143.440 km2
og har et befolkningstal på 361.859 (2022) indbyggere. Hovedstaden hedder Santa Rosa. Provinsen har et middelhavsklima, med regnfulde områder i nordøst. I denne del dyrkes korn, soyabønner og solsikker. De åbne græssletter i provinsen, pampasen, bruges til kvægdrift.

## Historie
La Pampa var et Territorie fra 1886 og til 1951. I 1952 blev territoriet La Pampa omdøbt til Eva Perón, samtidig samtidig blev det lavet om til en provins. I 1955 fik den navnet La Pampa.